# Berthold von Schweinfurt
Berthold II. von Schweinfurt (auch Bertoldus, * vor 941; † 15. Januar 980) wurde 960 als Graf (comes) im Radenzgau, 961 als Graf an der unteren Naab und Graf im Nordgau, 973 als „Graf im Volkfeld“, 976 – nach erfolgreichen Kämpfen gegen Böhmen und Ungarn – als „Markgraf (marchio comes, marchio bzw. marchicomes) (Nordgau/Schweinfurt)“, 980 als „Graf des östlichen Frankens“ (comes de orientali Francia) genannt. Er war der Stammvater des Schweinfurter Adelsgeschlechts.
Vermutlich war er es, der 964 für König Otto I. in Bamberg König Berengar II. von Italien bewachte und der sich 973 an der Niederschlagung des Aufstands des bayerischen Herzogs Heinrich des Zänkers beteiligte.
Er heiratete um 970 oder 976 Eilika (auch Eila oder Eiliswintha genannt; † 19. August 1015), Tochter des Grafen Lothar II. von Walbeck. Seine Gattin stiftete um 1003 ein Nonnenkloster in Schweinfurt, das spätere Benediktinerkloster Schweinfurt, und wurde dort begraben. Mit Eilika hatte er zwei Söhne, nämlich Heinrich von Schweinfurt († 1017), der seinen Vater beerbte, und Bucco, der 1003 bezeugt ist. Darüber hinaus war Eilika, die 1010 als Äbtissin des Klosters Niedernburg in Passau belegt ist, vermutlich eine Tochter des Paares. 

## Herkunft
Bertholds Herkunft ist umstritten. Vermutlich war er mit dem Stammvater der Babenberger, Luitpold I. († 994), Markgraf von Österreich, eng verwandt, vielleicht war er dessen Bruder. Luitpold I. war der Sohn des Pfalzgrafen von Bayern Arnulf II. (⚔ 954) und Enkel des Herzogs von Bayern Arnulf I. aus dem Geschlecht der Luitpoldinger.
Der Historiker Wilhelm Wegener hielt ihn für identisch mit Berthold I. († 954?), dem Sohn Arnulfs I. und damit für einen Onkel Luitpolds I. Berthold I. wurde 941 „Comes“ genannt, als er bis 942 den gefangenen Grafen Lothar II. von Walbeck im Auftrag des Königs Otto I. bewachte. Da dieser Berthold zwischen 910 und 930 geboren sein muss, erscheint es chronologisch unwahrscheinlich, dass dieser frühestens um 970 seine erste und einzige Ehe mit Lothars Tochter schloss. Berthold II. könnte stattdessen der Sohn und Erbe dieses Berthold I. gewesen sein.
Eine andere Theorie sieht ihn als jüngeren Sohn von Arnulfs Bruder Berthold von Bayern († 947) und Bruder Heinrichs III. von Bayern.
Nach einer weiteren Theorie gehörte er zum Geschlecht der Popponen und war ein Bruder von Heinrich I. († 964), Erzbischof von Trier, und Poppo I. († 961), Bischof von Würzburg.